# Elena Duglioli
Elena Duglioli, född 1472, död 1520, var en italiensk mystiker. Hon saligförklarades av påven Leo XII 1828.